# Sevdalin Marinov
Sevdalin Marinov   (Asenovgrad, 11 de juny de 1968) és un aixecador de peses búlgar, ja retirat, que va competir durant la dècada de 1980.
El 1988 va prendre part en els Jocs Olímpics d'Estiu de Seül, on va guanyar la medalla d'or en la categoria del pes mosca del programa d'halterofília.
En el seu palmarès també destaquen tres medalles d'or al Campionat del món d'halterofília, el 1985, 1986 i 1987, així com cinc medalles d'or i una de plata al Campionat d'Europa d'halterofília, entre el 1985 i 1990. Durant la seva carrera va establir 6 rècords mundials i 9 olímpics.
El 1991 es va traslladar a viure a Austràlia, on va continuar competint a partir de 1993. El 1994 es va convertir en campió dels Jocs de la Commonwealth en la categoria de 64 kg. En 1995 va donar positiu per dopatge, posant punt-i-final a la seva carrera esportiva.